# Route Guerre de la Vache

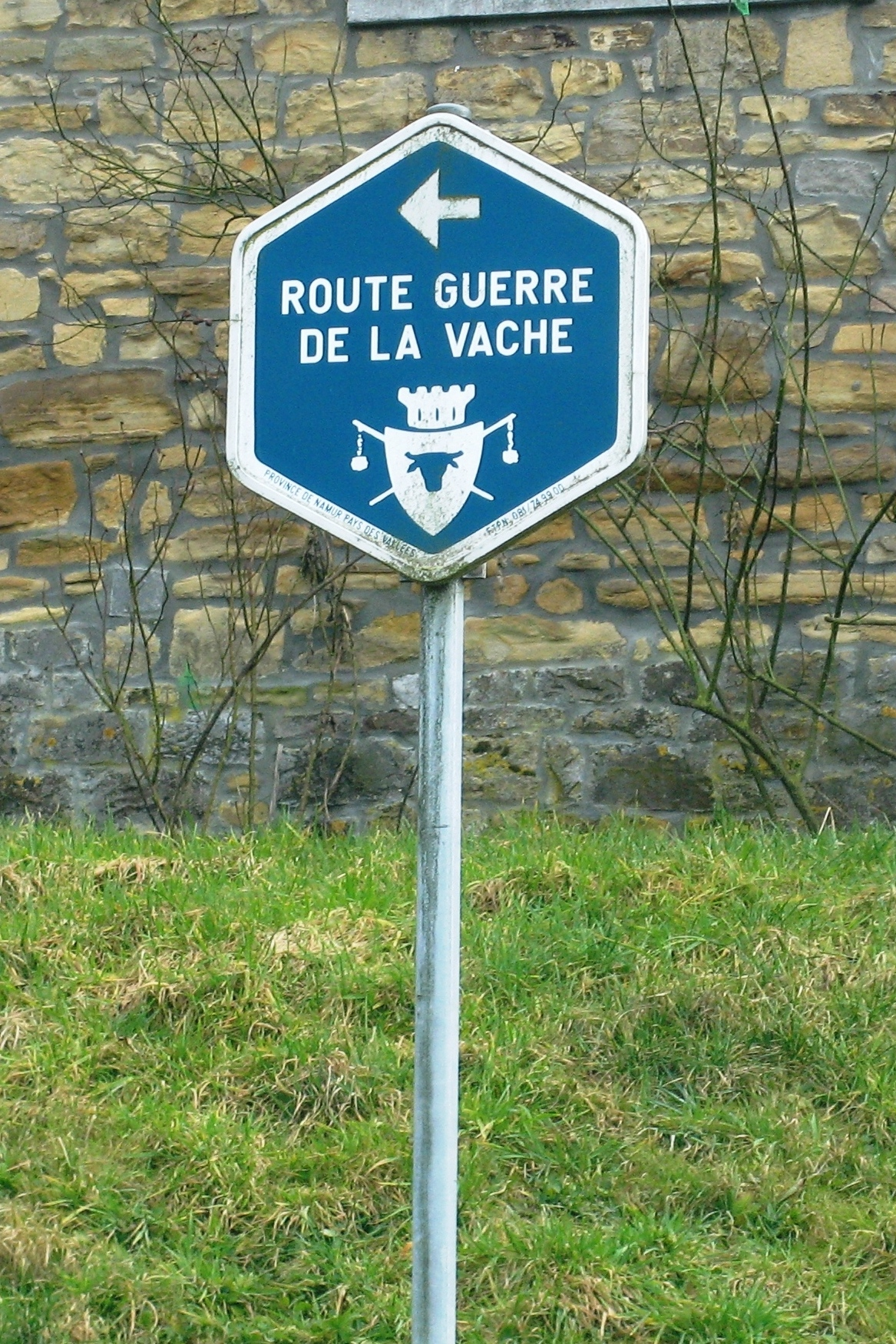

De Route Guerre de la Vache is een bewegwijzerde toeristische autoroute in Wallonië, die werd vernoemd naar de Oorlog van de Koe, een feodaal conflicht tussen 1275 en 1280. De ongeveer 120 kilometer lange route is bewegwijzerd met zeshoekige bruine borden. De route loopt langs Namen, Namêche, Faulx-les-Tombes, Ciney, Crupet, Jambes.